# Astra-Unceta y Cia SA
Astra Unceta y Cía был испанским производителем оружия, основанным 17 июля 1908 года под названием Esperanza y Unceta Хуаном Эсперансой и Педро Унсетой.[1] Первоначально базирующийся в Эйбаре, центре баскской оружейной промышленности, компания переехала в 1913 году в Гернику.

## История
Хуан Эсперанса Сальвадор (1860—1951) и Хуан Педро Унсета (1854—1934), оба из Эйбара, основали компанию в 1908 году под названием "P.Unceta" y J.Эсперанса для «продажи оборудования и аксессуаров всех типов». На данном этапе не было никаких упоминаний о продаже или производстве оружия, хотя оба партнера ранее занимались этой областью за свой счет. В 1908 году у Хуана Эсперансы было шесть штатных сотрудников, а в 1910 году — десять. В 1911 году он заключил партнерство с Исидро Газтаньягой — Газтаньягой и Эсперансой. В этой новой компании работало от 20 до 30 сотрудников. С 1911 года и далее патенты на огнестрельное оружие начали выдаваться П.Унсете и Дж. Эсперансе, касающиеся усовершенствования самозарядных пистолетов. В 1913 году на их новом заводе началось производство пистолетов.

### Раннее производство
В 1912 году испанские военные приняли на вооружение новый пистолет, разработанный отставным военным офицером, подполковником доном Венансио Лопесом де Себальосом и Агирре, графом Кампо-Жиро. Новый пистолет был официально обозначен как Pistola Campo-Giro de 9 мм Modelo 1912 года, но обычно его называют Кампо-дЖиро в честь его изобретателя.
После того, как было изготовлено неизвестное количество пистолетов Modelo 1912, армии стало известно, что улучшенная версия пистолета, разработанная Astra-Unceta, и в январе 1914 года эта модель была принята на вооружение как пистолет Campo-Giro de 9 мм Modelo 1913. Модель 1913 года была изготовлена компанией Esperanza Y Unceta, и увеличение объёма заказов привело к их переезду на новый завод в Гернике. В течение 1914 года было изготовлено 1300 пистолетов, прежде чем производство было остановлено для включения новых модификаций.

### Модель 1913 года
Модель 1913 года представляла собой конструкцию с замедленной отдачей, необычную для пистолета с патронником для мощного военного патрона. Кампо-Джиро использовал мощную пружину для обработки отдачи 9-миллиметрового патрона Ларго и имел меньшую пружину под стволом, которая служила амортизатором и задерживала открытие отверстия. Он сохранил внешний молоток и верхнее отверстие для выброса, как у Бергманна-Байярда, но вместо этого магазин находился в рукоятке перед спусковой скобой, что позволяло установить гораздо более длинный ствол. Рычаг выпуска магазина находился сразу за овальной спусковой скобой между ним и передней частью рамы. Затвор крепился к раме поперечным клином за казенной частью, который, в свою очередь, удерживался на месте ударником. Кампо-дЖиро был длиной более 225 мм (9 дюймов), весил более 900 граммов (2 фунта) без патронов и имел магазин на 8 патронов. Он произвел большую начальную скорость выстрела из 9-мм патрона Largo, чем у Бергманна-Байярда, из-за его длинного ствола длиной 165 мм (6 5/8 дюйма). Пистолет был хорошо сделан и точен, но его было трудно разобрать.[требуется цитирование]
Кампо-дЖиро запатентовал новые усовершенствования в 1913, 1914 и 1915 годах, в результате чего была изменена конструкция рамы, изменена конструкция боевой пружины и выпуск магазина перемещен в нижнюю часть рукоятки. Из-за Первой мировой войны поставки чёрного рога буйвола, который использовался для захватов, были прерваны, и его заменили деревом. Улучшенная модель была принята на вооружение в сентябре 1916 года под названием Pistola Campo-Giro de 9 мм, модель 1913-16. Компания изготовила 13 625 образцов в период с 1916 по 1919 год. [необходима цитата]

### Первая мировая война
Во время Первой мировой войны фирма поставила союзникам примерно 150 000 самозарядных пистолетов типа «Рубин». По иронии судьбы, компания впервые представила этот дизайн в 1911 году как Victoria, пистолет на основе Браунинга M1903 с улучшениями, запатентованными Педро Кареагой в 1911 году и компанией Esperanza y Unceta в 1912 году. Эти патенты, возможно, охватывали безопасность двойного назначения, установленную на раме (вместо безопасности захвата), и метод обработки зубьев на ползуне с помощью токарного станка. «Виктория», в свою очередь, была скопирована Габилондо и Уррести в 1914 году, единственным реальным улучшением было увеличение емкости магазина до 9 выстрелов и установка кольца для шнурка в стиле милитари. В 1915 году Габилондо отправил образцы пистолетов французскому правительству, и после завершения испытаний в мае 1915 года французы решили принять Ruby в качестве автоматического пистолета типа Ruby. Существенные контракты были заключены с Габилондо и восемью компаниями-партнерами, и в конечном итоге отчаяние привело к тому, что более 40 испанских производителей оружия, в том числе Эсперанса и Унсета, получили контракты на общую сумму не менее 710 000 и, возможно, до 950 000 пистолетов. Эсперанса и Унсета отметили свои рубиновые модели модели 1914, Модели 1915, модели 1916, Astra, Brunswig и Victoria. Они также были проштампованы французским военным опознавательным знаком ЕС на рамке и на основании магазина.

### Межвоенный период
Испанская армия, столкнувшись с растущими жалобами на то, что Кампо Джиро оказался менее долговечным, чем ожидалось, и что разборка была слишком сложной, начала искать новое служебное оружие. Эсперанса и Унсета представили свою недавно разработанную модель 400, а Звезда — свою модель A. Модель 400 была разработана Педро Кареагой. Испытания проходили в 1920 и 1921 годах и включали 800-раундовый тест на выносливость и испытания в тяжелых условиях. Также использовались недозаряженные и перегруженные боеприпасы, и пистолеты измерялись на износ после 1000 выстрелов. В сентябре 1921 года Astra 400 была принята на вооружение в качестве 9-мм пистолета модели 1921 года. Обе модели имели долгую карьеру и оставались в производстве до 1967 и 1946 годов соответственно.
Предусматривались две версии: модель 400, предназначенная для армии, а также для карабинеров или пограничных войск, и модель 300, немного уменьшенная версия, предназначенная для офицеров военно-морских и военно-воздушных сил. Модель 300 станет символом фирмы.

### Astra Modelo 400
Основная статья: Astra 400
400 был заряжен под патрон Бергмана-Байярда калибра 9 мм, названный в честь первого полуавтоматического пистолета, используемого в испанской армии. Калибр известен в Испании как 9-миллиметровый Largo (длинный). Во время гражданской войны в Испании было обнаружено, что он заряжен 9-миллиметровыми патронами «Парабеллум», поставляемыми Германией.
Предложил войти .32 ACP, 9 мм, или 0,380 ACP, было произведено 153 085 единиц; 63 000 из них в 380ACP, доставленных в Германию, и 22 390 в 32ACP.

### Astra Modelo 200
Astra 200, клон модели FN 1906, был широко разработан с несколькими версиями и калибрами .25 ACP и .22 В первую очередь короткие. Было построено 234 105 зданий. Производство прекратилось в 1967 году, главным образом с учётом новых таможенных правил в Соединенных Штатах.

### Изменение названия и реорганизация
В 1926 году Хуан Эсперанса покинул консорциум и создал свою собственную компанию. Компания сменила название и стала Unceta y Compania.
В следующем году испанская армия запустила новую программу, направленную на модернизацию своего вооружения, и Унсета в очередной раз выиграла контракт.
В 1927 году началось серийное производство Mod.900, во многом вдохновленное знаменитым Mauser C96 и предназначенное для националистически настроенных китайцев. Некоторые из этих моделей (Mod.903) были найдены в руках немецких солдат во время Второй мировой войны, в то время как модель F оснащала Гражданскую гвардию.
Хотя серийное производство этой модели прекратилось в 1937 году, небольшие партии продолжали собираться позже из оставшихся запасов.

### Model 400/1921 и вариации
Astra mod.400, или модель 1921 года, была легендарным оружием. Во Франции модель 400 получила прозвище «mange-tout» (съедает все), потому что её основной характеристикой было использование различных боеприпасов, таких как 9 мм Largo (оригинальный калибр), 9×23 мм Steyr, 9×19 мм Парабеллум, 9 мм Глисенти, 9×20 мм Браунинг Длиной.38 ACP и .380 ACP (также известный как 9 мм Короткий или 9 мм Курц).
Успех этого оружия был таков, что оно производилось до 1941 года. Оружие экспортировалось в Чили, Германию, Колумбию, Эквадор и Францию. Было изготовлено 106 175 единиц, большинство из которых были изготовлены в 9-миллиметровом Ларго. Также отмечается производство деталей следующих калибров: 7,63 Маузер, 7,65 мм Парабеллум/.30 Люгер, а также 9 мм Парабеллум.
Производство M 400, модель 1921 года/испанский:
Вторая Испанская Республика, примерно 35 000 единиц
Гражданская гвардия, примерно 10.300 единиц
Таможенные агенты, примерно 1.400 единиц
Гвардия Асальто, 227 единиц
Военно-морской флот Республики Испания, 1.650 единиц
Чилийские морские пехотинцы, экспортировано 842 единицы
Правительство Басков, 14.800 единиц
Фуэрзас сублевадас, 825 единиц (неизвестное назначение)
Националистическая фракция, 27,125 единиц
Вермахт, 6.000 единиц экспортировано
Во время Гражданской войны сотрудники Astra объединились с республиканцами, в то время как владелец, г-н Унсета, недовольный некоторыми новыми властями баскского правительства 1936 года, покинул компанию и перешел на сторону националистов.
В апреле 1937 года город Герника был разбомблен самолётами легиона «Кондор». Националистические войска захватили город несколько дней спустя, и производство компании, перенаправленное Унсета, увеличилось для снабжения войск Франко и армий Третьего рейха.
В этой совершенно непредвиденной ситуации республиканский лагерь принял решение о создании двух военных арсеналов. Первый был создан в пригороде Барселоны. Она произвела модель M 400 1921 года под названием «эль пуро», которая была переименована в Ф.АСКАЗО в честь известного лидера анархистов, друга Буэнавентуры Дуррути, убитого в первой битве за Барселону. Оружие, изготовленное в этом новом республиканском арсенале, рабочие которого в подавляющем большинстве были анархистами-профсоюзниками могущественной федерации CNT, было примерно такого же качества и точности, как и у его аналога в Стране Басков, несмотря на особые размеры и трудности очевидного снабжения и организации. Общий объём производства составил около 8 000 деталей. Пистолеты-пулеметы также производились на этом заводе; их легко идентифицировать по трем буквам CNT, выгравированным на боковой стороне головки блока цилиндров.
Ещё одна копия M 400 была изготовлена другим арсеналом в районе Валенсии. Он узнаваем по наличию логотипа R.E. (Испанская Республика) на пластинах пистолета. На протяжении всего конфликта в этой фирме было произведено 15 000 единиц продукции. На всех этих копиях нет маркировки стендового испытания. Отделка отличается от оригинала из-за большого разнообразия способов обработки поверхности, каждый из которых использует свою собственную формулу. Существует ещё одна менее известная копия Astra M400 под названием ORPHAN. Он был изготовлен в 1930-х годах, когда ASTRA экспортировалась и производилась на азиатском континенте, его точное происхождение на сегодняшний день остается неясным и неизвестным.
Калибр: (оригинал) 9 × 23 мм Largo, также называемый 9 мм Bergmann-Bayard и 9 мм Mars, патрон, очень похожий на 9 × 23 мм Steyr, все версии более раннего кольта без оправы.38 ACP
Длина: 220 мм
Ствол: 150 мм
Высота 120 мм
Магазин: простая колонка на 8 патронов
F.ASCASO TARRASA 9 LARGO: Предохранитель находится на левой стороне оружия и изготовлен из пластика. Ручки черные, помечены кружком с именем F.ASCASO. Головка цилиндра стальная с логотипом в круге, обозначенным F.ASCASO, ТАРРАСА, КАТАЛУНА.
ASTRA модель 300: Уменьшенный вариант M.400, обозначенный как модель 300, предназначался для офицеров военно-морского флота и авиации. Он был под патронником .32ACP/7,65 ММ-Браунинг и .380ACP.

### Вторая мировая война и последующий период
В то время как правительство, в результате гражданской войны, осуществило закрытие многих оружейных заводов, Unceta y Compañia, в компании редких фирм, таких как Star Bonifacio Echeverria S.A. и Gabilondo y Compañia, было разрешено продолжать свою деятельность. Во время Второй мировой войны, несмотря на официальный нейтралитет Испании, фирма принимала участие в военных действиях Германии с помощью Astra 600. Согласно графику условий немецкой армии, он должен был быть под патрон только для 9-мм парабеллума, производство началось в 1943 году, и 10 450 экземпляров из 600 были поставлены в мае и июне 1944 года. Поставки прекратились из-за военной ситуации во Франции. Контракт будет выполнен значительно позже, в 1950 и 1951 годах. Федеративная Республика Германия, чтобы вооружить своих полицейских, обратилась к союзникам с просьбой разрешить поставку остатка оружия, приобретенного в 1944 году. В 1950 году состоялась первая поставка 3500 единиц, за которой последовала в 1951 году остаток контракта, начатого во время конфликта, и в соответствии с которым было поставлено ещё 31 350 600 единиц.
Другие страны, которые импортировали Astra 600, являются:
Португалия, 800 экземпляров;
Чили, 450 образцов;
Иордания, 200 образцов;
Индейка, 200 экземпляров;
Филиппины, Коста-Рика и Египет также заказали небольшие партии.
Astra 600/43, как и в подавляющем большинстве моделей пистолетов, по-прежнему в очень ограниченной степени используется гражданскими лицами. Многие из них были ввезены в Соединенные Штаты и проданы широкой публике, где они все ещё находят некоторое применение. Конструкция, как правило, считается уродливой и устаревшей по своему внешнему виду, а её метод разборки и повторной сборки для очистки часто пугает. Несмотря на это, оружие хорошо спроектировано с точки зрения безопасности, долговечности, надежности, точности и (на удивление многим из-за его неудобного внешнего вида) эргономики. Патрон, которым он стреляет, достаточно мощный и широко доступен во всем мире, и, как и в случае со многими пистолетами начала 20-го века, производственные затраты на изготовление точных новых копий конструкции были бы непомерно высокими из-за машинного времени и использования большого количества дорогостоящей стали.
В 1946 году фирма реорганизовала и диверсифицировала свою деятельность, начав производство промышленного оборудования, не отказываясь от производства огнестрельного оружия. Новые продукты состояли в основном из шин, гидравлических насосов и станков для текстильной промышленности. Для производства оружия она приобрела новые машины и начала исследовательские проекты, чтобы обновить свой ассортимент. Результатом одной из них стала модель Astra 3000, производство которой начнется в следующем году.
В 1947 году модель Astra Model 3000 была запущена в производство, чтобы заменить их Astra Model 300. Более 44 000 Astra 3000 было произведено до 1956 года, когда на смену ей пришла модель Astra 4000 Falcon. В 1953 году фирма приняла свое окончательное название «Astra y Unceta Cia, S.A.».
Astra 680 2-дюймовый револьвер калибра .38 специальный
За эти годы были выпущены новые модели: Astra Model 800 Condor в 1958 году, Astra A-70, Astra A-80, Astra A-90, Astra-100 в восьмидесятых годах. Фирма также производила револьверы, которые были копиями Colt, Ruger или Smith & Wesson. Astra продолжила производство и разработку многих надежных и элегантных моделей, которые создали ей репутацию среди любителей оружия и гордости баскской оружейной промышленности.

### Упадок и банкротство
В 1977 году Аугусто Унсета-Барренечеа, последний успешный менеджер и владелец Astra, был убит сепаратистской группировкой ЭТА.
В 1998 году по инициативе баскского правительства была создана новая компания, состоящая из слияния Astra Unceta y Cia и обанкротившейся звезды Бонифацио Эчеверрия С. А. Эта новая организация, получившая название ASTAR, прожила короткую жизнь и прекратила свою деятельность к концу того же года.
Большинство зданий были снесены в 2006 году, за исключением бывшей штаб-квартиры, которая была спасена благодаря мобилизации сообщества[1].
Astra Arms S.A. — Швейцария
В 2008 году, через 100 лет после основания Esperanza y Unceta (Astra Unceta y Cía), швейцарской компании по производству огнестрельного оружия, основанной итальянским предпринимателем Массимо Гарбарино и расположенной в городе Сьон, приняла название Astra Arms S.A. и получила права на торговую марку Astra. Компания Astra Arms S.A. создала производственную линию для пистолетов высокого уровня 1911 года выпуска (США модель и модель Daytona), а также производственная линия для винтовок AR-15 (модели StG-15 и StG-4), которые будут распространяться на тех гражданских рынках, на которых в то время отсутствовали аналогичные американские продукты, экспорт которых требует выдачи сертификата конечного пользователя. В настоящее время продукция Astra Arms S.A. распространяется на европейском гражданском рынке, а также на военном рынке Центральной и Южной Америки, Азии и Африки.[3][4]
Код года выпуска
С 1927 года все испанское оружие проходит испытания на официальном испытательном стенде Эйбара и маркируется или выгравировано буквами, указывающими год изготовления.
Соответствие между буквами и годом изготовления год
маркировки год маркировки год маркировки
A 1927 A1 1955 A2 1981
B 1928 B1 1956 B2 1982
C 1929 C1 1957 C2 1983
CH 1930 CH1 (нет) CH2 (нет)
D 1931 D1 1958 D2 1984
E 1932 E1 1959 E2 1985
F 1933 F1 1960 F2 1986
Г 1934 Г1 1961 Г2 1987
Ч 1935 Ч1 1962 Ч2 1988
I 1936 I1 1963 I2 1989
J 1937 J1 1964 J2 1990
К 1938 К1 1965 К2 1991
L 1939 L1 1966 L2 1992
L 1940 LL1 (нет) LL2 (нет)
М 1941 М1 1967 М2 1993
NR 1942 N1 1968 N2 1994
с 1943 года с1 1969 года с2 1995 года
O 1944 O1 1970 O2 1996
П 1945 П1 1971 П2 1997
Q 1946 Q1 1972 Q2 1998
R 1947 R1 1973 R2 1999
S 1948 S1 1974 S2 2000
T 1949 T1 1975 T2 2001
U 1950 U1 1976 U2 2002
V 1951 V1 1977 V2 2003
X 1952 X1 1978 X2 2004
Г 1953 Г1 1979 Г2 2005
Z 1954 Z1 1980 Z2 2006
Смотрите также
Оружейная промышленность
Список производителей современного вооружения
Esperanza y Cia — ещё одна компания, основанная Хуаном Эсперансой Сальвадором [es].
Астра А-100
Астра А-70
Астра Модель 44
Огнестрельное оружие ламы
Звездное огнестрельное оружие